# Cece Mlay
Cece Mlay (auch Priscilla Mlay) ist eine tansanische Filmemacherin aus Daressalam. Sie arbeitet u. a. als Creative Supervisor und Regisseurin bei Kijiweni Productions. Sie hat Erfahrung in der Produktion und Präsentation von Filmen und betreut junge Filmemacher und Filmemacherinnen. Sie verfolgt interdisziplinäre Ansätze und setzt sich mit sozialen, politischen und historischen Themen auseinander. Cece Mlays Arbeiten umfassen TV-Serien, Kurz- und Langfilme sowie Dokumentarfilme. Bei den Internationalen Filmfestspielen Berlin 2024 wurde ihr Langfilmdebüt als Regisseurin Das leere Grab (Co-Regie mit Agnes Lisa Wegner) uraufgeführt. Mit dem Film wird den zumeist durch Politik und Wissenschaft geprägten Restitutions-Debatten eine zusätzliche Ebene beigefügt. Gerade bei der Rückgabe menschlicher Gebeine kommen nun Familien und Communities zu Wort.

## Filmografie (Auswahl)
- 2011 CPU (Child Protection Unit), Spielfilm
- 2013/14 Siri ya Mtungi, Fernsehdrama
- 2014 Shoe Shine, Kurzfilm
- 2016 Aisha, Spielfilm
- 2021 Vuta N’Kuvute
- 2023 Apostles of Cinema, Kurzfilm, Co-Regie: Darragh Amelia, Gertrude Malizana, Jesse Gerard Mpango
- 2024 Das leere Grab (The Empty Grave), Co-Regie: Agnes Lisa Wegner